# Харам
Харам, хара́мный (араб. حرام‎, дословно — «запрещённый, запретный») — в шариате — греховные деяния, запрещённые в исламе. Противоположностью харамного действия является халяльное. Например, свинина является харамной, а мясо барана, заколотого с упоминанием имени Аллаха, — халяльным.

## Этимология
Чаще всего арабское слово «харам» (араб. حرام‎) переводится как «грех». Оно также может быть переведено как «заповедный», «священный» (например, аль-Масджид аль-Харам — букв. «Заповедная мечеть»). Однокоренное и созвучное слово «харам» (араб. حرم‎, с короткой второй гласной) обозначает «запретное место». Родственными словами в других языках семитской семьи являются еврейское слово херем (ивр. חרם‎), означающее «исключение, позор» и традиционно переводящееся в Библии на греческий как анафема (греч. ἀνάθεμα).

## Примеры харама
Наиболее очевидные примеры харама для мусульман — это действия, запрещённые Кораном, такие как:
- Ширк[2];
- Непочтительное отношение к родителям[3][4];
- Убийство не по праву[5];
- Прелюбодеяние[6];
- Воровство[7];
- Лжесвидетельство[8];
- Нарушения обязательств[9];
- Ростовщичество[10];
- Употребление алкоголя, наркотиков и прочих одурманивающих веществ (см. хамр)
- Нарушение пищевых запретов[11][12];
- Азартные игры, жертвоприношения для идолов, гадания и колдовство[13][14].
- Удары по лицу (особенно по лицу жены или ребёнка, также лицо животных), бокс, бои MMA[15][16][17][18][19][20].
- Татуировки, наколки[21][22][23][24].

## Харам и убийство
Убийство также является харамом, за исключением случаев, когда смерть причинена:
- человеку, который напал на мусульманина с целью убить его (независимо от того, является ли напавший мусульманином или нет);
- при осуществлении палачом своих обязанностей;
- воину-неверному в бою с ним во время Джихада.

Христиане и иудеи, в отличие от последователей других религиозных учений и атеистов, не считаются в исламе неверными, а называются «людьми Писания», и насильное обращение их в ислам является харамом; однако среди радикальных исламских богословов находятся и те, кто игнорирует это положение.
В настоящее время в исламском мире нет единого мнения относительно газавата и харамности нападения. Более либеральные богословы, как правило, американские, европейские и принадлежащие тем арабским религиозным общинам, которые лояльны Западу, утверждают, что газават необходимо вести лишь в ответ на нападение неверных и что нападение мусульман первыми на неверных является харамным действием. В то же время наиболее радикальные мусульманские богословы считают, что «священная война» — газават — должна идти до последнего неверного и нападение на неверных и обращение их в ислам насильно не является харамным действием. Как правило, исламские организации, к которым принадлежат последние, объявлены в Европе и Америке террористическими, а более либеральные богословы считают призывающих к нападениям на неверных отступниками, которые вредят исламу.
Харамом является и убийство животных со злыми намерениями, либо без всякой цели. При этом умерщвление для приготовления пищи животных, разрешённых к употреблению в пищу, а также уничтожение животных, наносящих людям вред, харамом не считается.

## Пищевые запреты
Харамом считается употребление запрещённых продуктов, прежде всего свинины. Продукты, полученные путём переработки частей свиной туши, такие как желатин, также запретны, по мнению многих мусульманских богословов. В то же время, по мнению других мусульманских богословов, это разрешённые, халяльные продукты. Красители, полученные из насекомых, такие как кармин (один из самых распространённых натуральных пищевых красителей красного цвета, получаемый из кошенили; в основном используется при производстве сильногазированных напитков и десертов красного цвета), также считаются харамными.

## Виды харама
Поздние мусульманские богословы детально разработали концепцию харама. Они выделили два вида харама:
харам зульми, совершение которого наносит вред посторонним людям, кроме совершающего (например, кража) и
харам гайри-зульми, совершение которого приносит вред только совершающему (например, употребление недозволенных продуктов).
Согласно канонам ислама, совершивший харам зульми и поклявшийся впредь не совершать его будет прощён Аллахом лишь в том случае, если простит пострадавший. Если человек, совершивший харам гайри-зульми, покаялся в содеянном и зарёкся не повторять, то Аллах, возможно, простит его.